# Torres de Segre
Torres de Segre é um município da Espanha na comarca de Segrià, província de Lérida, comunidade autónoma da Catalunha. Tem 50,6 km² de área e em 2021 tinha 2 381 habitantes (densidade: 47,1 hab./km²).

## Demografia
| Variação demográfica do município entre 1991 e 2004[carece de fontes?] | Variação demográfica do município entre 1991 e 2004[carece de fontes?] | Variação demográfica do município entre 1991 e 2004[carece de fontes?] | Variação demográfica do município entre 1991 e 2004[carece de fontes?] |
| ---------------------------------------------------------------------- | ---------------------------------------------------------------------- | ---------------------------------------------------------------------- | ---------------------------------------------------------------------- |
| 1991                                                                   | 1996                                                                   | 2001                                                                   | 2004                                                                   |
| 1826                                                                   | 1786                                                                   | 1838                                                                   | 1935                                                                   |